# Landschaftsschutzgebiet Bürener Wälder
Das Landschaftsschutzgebiet Bürener Wälder mit 2805,54 ha Flächengröße liegt im Stadtgebiet von Büren im Kreis Paderborn. Das Landschaftsschutzgebiet (LSG) wurde 2007 vom Kreistag mit dem Landschaftsplan Bürener Almetal ausgewiesen. Das LSG besteht aus vielen Teilflächen.

## Beschreibung
Das LSG umfasst großflächig Waldgebiete im Wesentlichen östlich von Büren, soweit sie nicht als Naturschutzgebiet Wälder bei Büren oder als Landschaftsschutzgebiet FFH-Gebiet Wälder bei Büren ausgewiesen wurden. Umgeben von diesem LSG liegt die Hauptfläche vom Landschaftsschutzgebiet FFH-Gebiet Wälder bei Büren. Es handelt sich um zusammenhängende Wälder an den Hängen des Almetales, das Flakenholz, den Schorn, die Nadel, die Brenker Mark einschließlich des Standortübungsplatzes, die Ahdener und Adler Mark, den Dicken Busch, den Großen Lohn, die Bereiche Hagen und Ziegenberg östlich von Wewelsburg sowie Langenrheine, Booklied und Lipperhohl. Im LSG befinden sich naturnahe Buchen- und Buchenmischwälder sowie bachbegleitende Eschenwälder und anderer Waldgesellschaften, darunter auch Fichtenwald, Alt- und Totholz. Im Gebiet gibt es temporär und dauernd wasserführende Bäche, Trockentäler, Quellbereiche, Schwalglöcher und Dolinen. Zu den Karsterscheinungen im LSG zählen insbesondere temporäre Wasserläufe und Quellen, Schwalglöcher, Dolinen, Erdfälle und Trockentäler.